# Melanargia disjuncta
Melanargia disjuncta är en fjärilsart som beskrevs av Gussitsch 1917. Melanargia disjuncta ingår i släktet Melanargia och familjen praktfjärilar. Inga underarter finns listade i Catalogue of Life.